# Jordan Vestering
Jordan Nicolas Vestering (* 25. September 2000 in Singapur) ist ein singapurischer Fußballspieler.

## Karriere
Jordan Vestering erlernte das Fußballspielen in den Mannschaften der Singapore Sports School sowie der National Football Academy. Seinen ersten Vertrag unterschrieb er am 1. Januar 2018 bei Hougang United. Der Verein spielte in der ersten Liga, der Singapore Premier League. Bis Mitte 2020 bestritt er 30 Erstligaspiele. Am 1. Juli 2020 trat er seinen Militärdienst an. Dieser dauerte bis zum 16. Juni 2022. Nach Beendigung des Militärdienstes kehrte er zu seinem ehemaligen Verein Hougang United zurück.

## Sonstiges
Der Vater von Jordan Nicolas Vestering ist Niederländer.